# Franck Perque
Franck Perque (Amiens, 30 de noviembre de 1974) es un deportista francés que compitió en ciclismo en las modalidades de pista, especialista en las pruebas de persecución por equipos, puntuación y madison, y ruta.
Ganó cuatro medallas en el Campeonato Mundial de Ciclismo en Pista entre los años 1997 y 2004.

## Medallero internacional
| Campeonato Mundial | Campeonato Mundial    | Campeonato Mundial | Campeonato Mundial      |
| Año                | Lugar                 | Medalla            | Competición             |
| ------------------ | --------------------- | ------------------ | ----------------------- |
| 1997               | Perth (Australia)     | Medalla de bronce  | Persecución por equipos |
| 2002               | Ballerup (Dinamarca)  | Medalla de oro     | Madison                 |
| 2003               | Stuttgart (Alemania)  | Medalla de bronce  | Persecución por equipos |
| 2004               | Melbourne (Australia) | Medalla de oro     | Puntuación              |